# Johan Gottfried Conradi

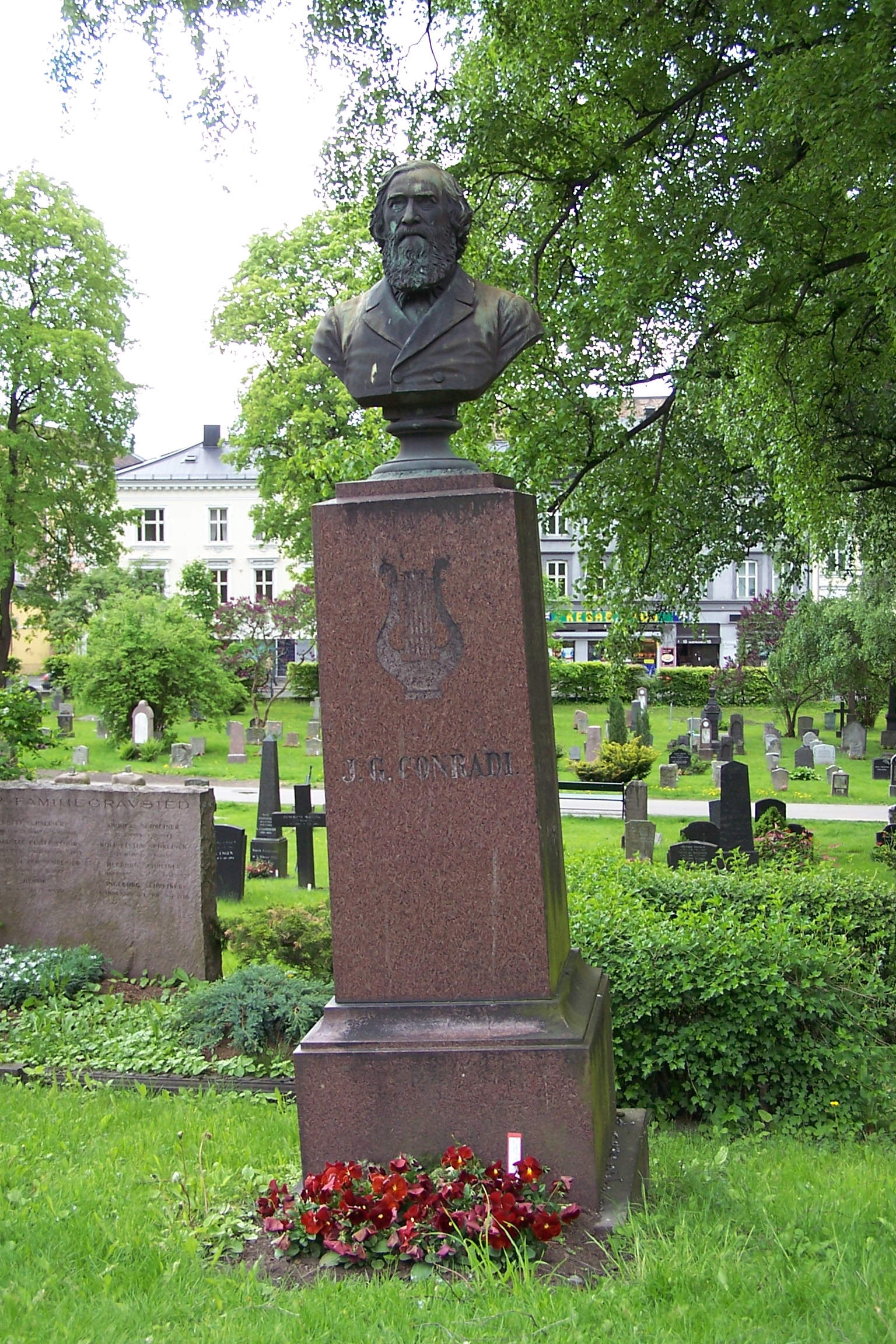
Graf van Conradi met daarop zijn buste

Johan Gottfried Conradi (Tønsberg, 17 april 1820 - Christiania 29 september 1896) was een Noors componist, koordirigent en muziekpedagoog.
Deze Conradi groeide op in een apothekersgezin. In eerste instantie zag het ernaar uit dat Conradi zijn vader zou opvolgen. Na gewerkt te hebben in Skien, Oslo en Porsgrunn ging hij in 1840 definitief aan de slag in Skien. In 1841 ging hij aan de Universiteit van Oslo studeren, maar stopte daar na een jaar mee. De muziek trok hem aan. Zijn eerste compositie, Til Stella da hun slumre (voor Stella terwijl ze indommelde) dateert uit die tijd. Conradi hield zich in de daaropvolgende jaren bezig met de wereld van het koor. Als student medicijnen zag hij dat de meeste koren bestonden uit de gegoede burgerij. Hij vond dat ook het “gewone” volk moest kunnen zingen. In 1843 richtte hij een mannenkoor op dat bestond uit studenten medicijnen en ambachtslieden uit Christiania en omgeving, dat landelijk beroemd werd. In 1845 richtte hij een ander koor op, bestaande uit handelaars. Vanaf het begin werkte hij daarin samen met Johan Diederich Behrens, die hem bij beide koren als leider opvolgde. Door deze stappen zorgde hij ervoor dat het zingen in koren niet alleen maar was voorbeschikt voor rijkelui. Vrouwen zouden pas later hun intrede doen in de zangwereld in Noorwegen.
In 1852 nam Conradi de taak op zich om leiding te geven aan (de voorloper van) het Christiania Theater. Hij vervulde die taak tot en met 1855. Toen kreeg hij een beurs van de Noorse regering om zich verder in de muziek te verdiepen. Conradi vertrok naar Leipzig. Eenmaal terug, in 1857, organiseerde hij samen met Halfdan Kjerulf een serie abonnementsconcerten in Gamle Logen, in 1836 gebouwd als loge voor de Noorse orde van vrijmetselaars (Den Norske Frimurerorden). In 1844 was Friedrich August Reißiger benoemd tot dirigent van het orkest en koor van het Christiania Theater. De centrale hal van Gamle Logen was in 1844 officieel geopend met een optreden door de Noorse violist Ole Bull en leende zich er goed voor. Conradi gaf leiding aan het orkest, Kjreulf aan het koor. Ondanks de goede start, met onder meer de Vijfde Symfonie van Ludwig van Beethoven, hield de serie geen stand. Conradi ging al snel weer dirigeren bij het koor van ambachtslui. Hoewel hij door de leden boven Behrens gekozen was stopte Conradi er in 1862 mee. In 1860 was hij muziekpedagoog geworden aan de Christiania Borger- og Realskole (of Christiania Borgerskole). Deze privéschool voor middelbaar onderwijs, opgericht in 1812 en gesloten in 1932, stond algemeen bekend als Borgerskolen. Conradi volgde de componist, organist en zangpedagoog Ludvig Mathias Lindeman bij die school op en bleef er tot 1890 werken. 
Een jaar nadat de Purpurneseordenen was ingesteld door Johan Svendsen, ontving Conradi in 1874 deze onderscheiding. In 1878 gaf hij het eerste boek met de muziekgeschiedenis van Noorwegen uit: Kortfattet historisk Oversigt over Musikens Udvikling og nuværende Standpunkt i Norge (Beknopt historisch overzicht over muzikale ontwikkeling en hedendaagse standpunten in Noorwegen).
Conradi heeft voor de wereld van de zangmuziek relatief veel betekend. In de muziekwereld is hij slechts een voetnoot. Af en toe wordt nog een werk van hem gezongen en dan met name zijn Solnedgang.
Johan Gottfried is een broer van Andreas Christian Conradi (1809-1868), een in Oslo beroemde medicus en hoogleraar pathologie en interne geneeskunde. Hij werkte tot aan zijn dood in het Rijkshospitaal te Oslo: Rikshospitalet i Oslo. Andreas Christian kreeg een zoon die hij naar zijn broer vernoemde. Johan Gottfried junior (1835-1919) zocht zijn loopbaan echter in de voetsporen van zijn vader.